# 浩劫殺陣：混沌召喚
《潜行者：普里皮亚季的召唤》（中国大陆又译作）是一款科幻题材结合第一人稱射擊以及角色扮演的游戏，是的第二部独立资料片，而故事是原作之後。此遊戲由X-Ray 1.6引擎開發，是X-Ray 1.5改良版，首次在浩劫殺陣系列支援DirectX 11特色。此游戏是由乌克兰游戏开发商GSC Game World负责制作开发，在今作品游戏改由Bit Composer公司发行。推出平台只有電腦版，東歐地區在2009年10月發行，一部份的歐洲地區發行時間是2009年11月，而英美版(英文版)由之前原本為2009年11月推出，延遲到2010年二月，原因不明。

## 游戏特色
潜行者系列本身是一款被定位为第一人称动作射击加上角色扮演，而不是一般人认为的普通FPS游戏，今作《潜行者：普里皮亚季的召唤》不但继承原作以及資料片《浩劫殺陣：晴空染血》所有特色內容之外，還要多增加數个特色內容。當然在新作中不但有新增人物、枪械、神器、变异怪物以及特变點之外，還當中提及了新增游戏數个特色內容，例如加入了睡眠功能、護甲和防毒面具已經分為兩部分、把物品放置到物品栏中的快徢使用物品按鍵以及在自由模式完成后，有可能可以继续游戏的功能。
- 在今作《潜行者：普里皮亚季的召唤》沒有了的晴空組織。
- 有一些任务只能在晚上接到或执行。
- 戰鬥已經不再是小走廊般行走進行那樣。
- AI得到增强，比如会捡起地上的物品，收集尸体上的战利品
- 藏匿物直接放置在地图上，可以在任何时候获取
- 部分枪械不再可以加装所有附件
- 部分枪械增加特殊版本

## 故事情节
這個事件是《潜行者：普里皮亚季的召唤》開始在《浩劫殺陣：車諾比之影》的故事结束后的不久，通往变异地區中心的所有道路已被發現及開通，此時政府（乌克兰政府）决定發動大规模称為“航道”的军事行动，企圖将切尔诺贝利核電站重新佔領和控制。根据行动计划，第一个小队将被派遣对整个变异区进行空中侦察，标绘出各变异点位置的详细布局。此后再利用此地图，把大量部队开进到里面。尽管軍方他們已經作充分准备，但行动还是失败了。打头阵的戰鬥直升机大多数都失去聯絡。为了收集行动失败的内幕资料，乌克兰的安全部门将派特工到变异区中心進行調查。从这时起，一切都由玩家做主了。
在今作作品中，沒有了可以加入陣營或對他們反叛而令整個陣營關係改變的設定，主角設定為烏克蘭安全部門的特工，遊戲開始每個NPC是對主角有着中立的關係，因沒有了上作作品中的遊戲設定，基本上敵對和友好的關係只能存在着個人的，令個人關係改變為友好的，只能在他們戰鬥受傷時請救他，就可以關係改變，而對他們傷害或被他們所看見主角傷害他們的戰友，立刻會改變為敵對關係，這種設定本身是在上一作作品也擁有的。

## 續作故事地圖變化
雖然《潜行者：普里皮亚季的召唤》的故事以及作品是《浩劫殺陣：車諾比之影》的續作，但是地圖是完全沒有繼成原作中的所有或某一部份地圖，不是《浩劫殺陣：晴空染血》那个續作那樣，今作中是由三個完全重新製作的特大地圖，由普里皮亚季、黑水沼泽地以及朱庇特废弃工业区，在當中提及有普里皮亚季，在今作是完全地对现实世界中这个普里皮亚季东部地区的精确复制來進行製作，是一個全新製作的新地形城市，而原作中普里皮亚季的只是南部地区。在潜行者系列故事中主要故事地點切尔诺贝利核电站在今作也沒有包括。